# 凱瑟琳·麥金儂
凯瑟琳‧爱丽丝‧麥金儂（英語：Catharine Alice MacKinnon，1946年10月7日—）是美國一名基進女性主義、学者、律師、教师和社會運动家。她出生於明尼蘇達州，為耶鲁大学政治學博士與法學博士。目前任教於密西根大學法學院及哈佛法学院。2008到2012年期间，她出任国际刑事法院检察官的性别特别顧問。
麥金儂是國際法、憲法、政法理論和法理學方面的專家，關注的核心議題是婦女權利、性虐待与剝削，包括性骚扰、强奸、性交易、性贩卖和色情文艺。她是最早論證色情作品侵犯人權以及教育與職場中的性騷擾構成性歧視的學者之一。
麥金儂的著作达数十本，包括《性騷擾與性別歧視：職業女性困境剖析》（1979）、《未修改的女权主义》1987，被誉为引用次数最多的英语法律著作）、《迈向女性主义的国家理论》（1989）、《言词而已》（1993）、《性别平等》（2001和2007）、《女人的生活，男人的法律》（2005）和《蝴蝶政治》（2017）。

## 早年生活和教育
麥金儂於1946年月7日出生在明尼蘇達州的明尼阿波利斯，有兩個弟弟。母亲是伊麗莎白‧戴維斯、父親乔治‧麥金儂是一名律师，於1947年至1949年擔任美国众议院议员，又於1969年擔任美国哥伦比亚特区联邦巡回上诉法院法官直至1995年過世。
麥金儂是她家族中第三代就讀美国马萨诸塞州的史密斯學院者。 她畢業時以優異的成績取得了耶鲁大学法学博士和政治学博士学位。而在耶鲁法学院，她獲得了国家科学基金会提供的奖学金。

## 职业生涯
麥金儂是密歇根大学法学院法學院的伊麗莎白·朗(Elizabeth A. Long)法學教授和哈佛法學院詹姆斯·巴爾·艾姆斯客座法學教授。在2007年她担任哈佛法学院罗斯科·庞德的客座法學教授。她還訪問過紐約大學、西澳大學、聖地亞哥大學、希伯來大學、哥倫比亞法學院、芝加哥大學、巴塞爾大學、耶魯法學院、奧斯古德霍爾法學院、加州大學洛杉磯分校法學院和斯坦福法學院。
作为法律学者，麥金儂的著作被大量引用。同时她也大量發表演說向大眾傳達她的立場。她的主要理论覆盖了三个相互交叉的领域：性骚扰，色情作品与性交易，和跨国劳务。她的著作也涉及社会和政治的理论及方法论。
在2009年4月29日，麥金儂在美國智慧平方辯論會對娼妓制度的辯論上主张「買春是错误的」。

## 研究和法律工作

### 性騷擾
1977年，麥金儂於耶鲁法学院毕业。此时她已撰写了一篇关于性骚扰的论文，与托马斯·爱默生爭論性騷擾是基於性別的歧視的一種形式。兩年後，耶魯大學出版社出版了麥金儂的著作《性騷擾與性別歧視：職業女性困境剖析》，提出性騷擾是一種性別歧視，並且適用於1964年民權法案第七款以及任何其他禁止性別歧視的法律。
根據弗雷德·夏皮羅於2000年1月发表的一项研究，該書是自1978年以来，出版的美国法律书籍中引用次數排名第八的著作。
在完成論文與書籍期間，她與法律權威分享了草稿並獲得了認同。她同時構想了使性騷擾適用於教育法修正案第九条的法律主张，该主张于耶鲁大学本科生罗尼·亚历山大诉耶鲁大学一案中確立。雖然原告之一的帕米拉·普萊斯因為法律技術原因輸掉了官司，該案卻使得美国联邦第二巡回上诉法院確認了學校必須依據教育法修正案第九条來處理作為一種性別歧視的性騷擾。
麥金儂在其書中指出，性騷擾是一種性別歧視，其原因在於性騷擾是女性相對男性不平等社會地位的產物。她區分了兩種類型的性騷擾：其一是「交換式工作場所性騷擾」(quid pro quo)，即讓對方以「性服從」換取職業機會的行為或提議；其二是「持續存在於工作環境中的性騷擾」，也被稱為「敵意性工作場所性騷擾」，例如具有性意味的黃色笑話及行為，而其中可能不包含任何就業效益方面的風險。1980年，公平就业机会委员会依照麥金儂的主張，採用指導方針以禁止以上兩種形式的性騷擾(見聯邦規則彙編 §1604.11(a))。：

1986年， 美国最高法院在梅里特储蓄银行诉文森案判決性騷擾行為可能違反關於性別歧視的法律。麥金儂作為原告米歇爾·文森的協辦律師，她為其撰寫申辯狀。本案中，法院也認可了「交換式工作場所性騷擾」和「敵意性工作場所性騷擾」之間的差別。在2002年的一篇文章中，麥金儂援引法庭判決：
大法官威廉·伦奎斯特撰寫的法庭一致意見寫道：「毋庸置疑，當一個主管出於下屬的性別對其進行性騷擾，那這個主管對該下屬的行為是一種性別歧視。」特區巡迴法院，和女性，獲得了勝利。一個新的普通法準則已然確立。

### 色情
麥金儂與基進女性主義作家安德里亞·德沃金試圖改變法律對待色情作品的看法，將其定義為以性別歧視侵犯公民權利和販賣人口。而她們將色情定義為：
「通過圖片或文字明顯地展現女性的性從屬地位，並包含以下內容：將女性物化為物品、商品或是身體器官；將女性變現為享受痛苦、屈辱或強奸的；使女性遭受暴力；展現性屈服、奴役或暴露的姿態；被物體或動物穿刺，或出現在羞辱、傷害和折磨的場景中；被顯示為骯髒且低下的；或者將女性流血、擦傷或受傷表現為性感。」
在 《邁向女性主義的國家理論》中，麥金儂寫道：「色情作品，在女性主義者看來，是性強迫的一種形式，是性政治的一種實踐，也是性別不平等的一種制度。」 正如大量實證研究中所證實的那樣，麥金儂認為「色情作品在因果關係的層面上加劇了以暴力與歧視對待一半人口的態度和行為。」:196

#### 反色情条例
1980 年，曾在色情電影深喉嚨中，以琳達·拉芙蕾絲為藝名出演的琳達·波曼在記者會上指控她前夫查克·崔諾暴力逼迫她拍攝深喉嚨和其他色情影片。麥金儂做為 女性反色情組織的一員，她與安德里亞·德沃金皆發表聲明支持琳達·波曼。在記者會後，三人和格洛丽亚·斯泰纳姆開始討論使用聯邦民權法向查克·崔諾和電影深喉嚨的制作人請求損害賠償的可能性。但因诉讼时效已過，故無法請求損害賠償。 自1980年起至2002年琳達·波曼去世，麥金儂一直代表她發聲。
麥金儂和安德里亞·德沃金繼續討論以民權訴訟，特別是性別歧視，作為打擊色情製品的一種方法。麥金儂反对傳統觀念和法律以道德或性无罪的觀點打擊色情，例如使用淫穢法杜絕。她們沒有譴責色情製品違反道德，而是將其定義為性別歧視，並試圖賦予婦女在能證明自己權利受損時依法尋求損害賠償的權利。她們的反色情條例只在可證明具有基於性別歧視的色情製品時採取行動。
1983年，明尼阿波利斯市政府聘请麥金儂和德沃金兩人共同起草《反色情民權條例》作為明尼阿波利斯人權條例修正案。該修正案將色情製品定義為侵犯婦女公民权利，並允許聲稱因販運色情製品而受到傷害的婦女在民事法庭上起诉生產商和發行商要求損害賠償。該修正案還允許受脅迫拍攝、觀看色情內容或遭特定色情方法虐待的受害者起訴。該法律曾被該市議會表決通過兩次，但皆被市長否決。該法另一個版本於 1984年在印第安纳州首府印第安纳波利斯通过，但被美国联邦第七巡回上诉法院裁定违宪，美國最高法院在無發表任何意見下確認該決定。

麥金儂在1985年的哈佛民權-公民自由法律評論中写道：
假如你同意女性拍攝色情内容的話，請仔細觀察一下她們膝蓋上的皮膚、瘀傷、鞭打留下的傷痕或傷口。其中許多不是模擬的。一位拍攝軟調色情的模特兒表示：「當它受傷時，我知道那是真的。」對於觀眾來說，色情作品中的事件是真實的似乎很重要。出於這個原因，色情成為謀殺的動機。就像在虐杀电影中，有人被折磨致死以制作性爱电影，它們確實存在。 
公民自由主義者認為麥金儂的理論令人反感（参见“批评”部分），認為並沒有證據表明色情媒體鼓勵對婦女的暴力行為。  Max Waltman 指出，經驗證據（基於加拿大對淫穢教義的修改）表明，民間自發的行為可能比法律補救措施更有效地阻止對婦女的暴力行為 

### 跨性別者的性平等
在2015年的一次採訪中，麥金儂引用了西蒙·波娃關於「女人並非生而為女人，而是成為女人」的著名引述，以表明「任何認同自己是女人、希望成為女人、以及以女人身份認同行事的人，在我眼中都是女人。」
此外，在2022年的一場牛津大學演講中，麥金儂繼續表達對跨性別女性主義和跨性別者的性平等的支持，並批判了後現代主義、自由主義的反刻板印象法學取徑和反跨性別的女性主義。 她的演講隨後經過編輯，於2023年刊登在《耶魯法學與女性主義期刊》上。 
不僅如此，麥金儂還比較了三種關於跨性別性平等的法律理論方法：首先是文本和字面方法（Textual and Literal Approach），這種方法與自由意志主義相符，認為對跨性別者的歧視本質上是性歧視，但往往加劇歧視，而不是消除它；其次是反刻板印象方法（Anti-Stereotyping Approach），這是一種自由主義觀點，專注於跨性別者如何遭受刻板印象傷害，雖說這種方法有利於那些不符合主流刻板印象的人，卻忽視了那些符合從屬刻板印象的人遭受到的系統性歧視；第三是實質平等方法（Substantive Approach），這是一種女性主義法學理論觀點，通過聚焦於由性化厭女驅動的等級制度，將反跨性別待遇視為性歧視。在男性宰制下，跨性別女性在性別轉換過程中會失去原有的社會地位，而跨性別男性則可能獲得地位，但他們仍然可能被視為「次等男人」。跨性別女性作為女性和跨性別者，特別是有色人種，便會面臨交織歧視。儘管跨性別男性作為男性獲得地位提升，但如果他們被認為是因柔化的，仍然可能面臨暴力。她認為，最後一種方法突顯了性化的厭女，並強調理解性別階層對所有女人皆有益。

### 國際工作
1992年2月，加拿大最高法院在很大程度上接受了麥金儂關於平等、宣傳仇恨和色情的理論，並廣泛引用了她與人合著的一份針對R訴巴特勒案的判決書。該案的裁決對一些人來說是有爭議的，因為加拿大海關人員認為可根據這項裁決沒收其他女性主義者包括安德里亞·德沃金、玛格丽特·杜拉斯和大衛·李維特等人的書。  事實上，麥金儂認為若是這些書沒有展示危害性內容即遭扣押是違憲的。
而R訴巴特勒案的判決使加拿大警方成功起诉了女同志SM杂志《Bad Attitude》及一家出售該雜誌的同志書店老闆。警方還搜查了一家畫廊，没收了描绘虐待儿童的爭議畫作。所以許多LGBT權利運動家聲稱該法針對LGBT族群選擇性執法，且限縮他們的言論自由。
自1992年以来，麥金儂代表波斯尼亚和克罗地亚婦女指控塞爾維亞人犯下种族灭绝罪，提出強姦為種族滅絕行為的法律主張。在 Kadic訴卡拉季奇案中，她是原告S. Kadic的律師之一。2000年8月10日，陪審團裁決S. Kadic可得到7.45億美元賠償。根據美國的外國人侵權請求法，該訴訟將種族滅絕背景下基於種族或宗教的強迫賣淫和強姦確認為可依法起訴的種族滅絕行為。 
2001年，麥金儂被任命為女性律師聯盟 ( Lawyers Alliance for Women，LAW) 的聯合董事，該聯盟因NGO「現在平等」倡議而生。 而她也與印度的打擊販運婦女聯盟和Apne Aap合作。
麥金儂和德沃金於1990年在瑞典提出了反對賣淫的法律，而瑞典於1998年通過了該法，其後被稱為瑞典模式。瑞典模式，也稱為「北歐模式」、「平等模式」或「限制模式」，意指僅處罰皮條客、妓院以及嫖客，而性工作者除罪。基本概念是，為生存而交換性服務的要求是性別不平等的產物，也是對婦女的一種暴力形式。這種模式已被挪威、冰島、加拿大、愛爾蘭、北愛爾蘭、以色列和法國所接受，但在新西兰被拒绝。   但全球反販賣婦女聯盟表示，該法使性工作者更難找到住房、賺錢生存，且需謹慎篩選客戶以避免暴力，還要防止伴侶被認為是「皮條客」而被逮捕，並避免與警察互動，這些都是性工作者可能遭受性暴力的原因。

## 政治理念
麥金儂認為在社會中，男女之間的不平等形成了一種階級制度，使男性的統治制度化，使女性處於從屬地位，這是一種合理化的安排，通常被認為是自然的。她撰寫了關於理論與實踐之間相互關係的文章，認識到女性的經歷在很大程度上在這兩個領域都被忽視了。此外，她在女性主义理论中用马克思主义批判了自由女性主义的某些观点，用基進女性主義批判了马克思主义的理论。麥金農注意到馬克思批評將階級劃分會自然發生的理論。
她将知識論理解为认识理论， 将政治學理解為權力理論：「擁有權力意味著，除其他外，當有人說『事情就是這樣』時，它就被認為如此 . . .（中略）而無力意味著當你說『事情就是這樣』時，它並沒有被認為如此。這使得表達沉默、感知缺席的存在、相信在社會上不被信任的人、批判地具體化被認為是事實的事物，對於無權政治的認識論來說是必要的。」 

## 批評
在1980年代的女性主義性戰爭期间，反对反色情立场的女权主义者，如卡洛爾‧凡斯和已故的艾倫·威利斯，开始称自己为「性積極女性主義 」。性積極的女權主義者和反色情的女權主義者一直在爭論這些標籤的隱含和明確的含義。性積極的女權主義者指出，麥金儂和德沃金起草的反色情法令要求刪除、審查或控制色情材料。 
溫蒂·布朗於1995撰寫的書籍《傷害的狀態：晚期現代性中的權力與自由》(States of Injury: Power and Freedom in Late Modernity) 中，稱麥金儂禁止賣淫和色情製品的不是為了保護女人，而是將她們重新定義為以傷害為前提的本質化身份。 在《國家雜誌》，布朗還將麥金儂於1989年撰寫的《走向女權主義國家理論》描述為「極度靜態的世界觀和不民主，甚至可能是反民主的政治敏感性」，以及「完全過時」和「發展於女權主義第二波浪潮的黎明」……被一個不再存在的政治知識背景所框定——男性馬克思主義者對激進社會話語的壟斷。
朱迪思·巴特勒於1994年撰寫了一篇「反对特定对象」(Against Proper Objects)，在标题为“反對反色情範本”的部分中批评麥金儂在性方面，特别是异性恋，具有“总体化”和“确定性”的立场，如下所示：
凱瑟琳·麥金儂等女權主義者的立場對由強制從屬關係構成的性關係進行了分析，並認為性支配行為構成了作為“男人”的社會意義，因為強制從屬條件構成了存在的社會意義 一個女人。” 這種僵化的決定論將任何關於性的解釋同化為僵化和決定性的支配和從屬地位，並將這些地位同化為男人和女人的社會性別。 但是，這種決定論的解釋一直受到女權主義者的批評，不僅因為將女性性行為解釋為被迫從屬是站不住腳的，而且還因為異性戀的總體觀點——所有權力關係都被簡化為統治關係——以及 未能將性行為中的強制支配與令人愉悅和想要的權力動態區分開來。

## 個人生活
1990年代初，麥金儂與作家兼動物權利活動者杰弗里·馬森建立關係。 

## 出版書籍
- (1979). . New Haven, CT: Yale University Press. 1979. ISBN 0-300-02299-9. OCLC 3912752.
- (1988) with Andrea Dworkin. . Minneapolis, MN: Organizing Against Pornography. 1988. ISBN 0-9621849-0-X.
- (1989). . Cambridge, MA: Harvard University Press. 1989. ISBN 0-674-89645-9.
- (1993). . Cambridge, MA: Harvard University Press. 1993. ISBN 0-674-63933-2. OCLC 28067216.
- (1997) with Andrea Dworkin (eds.). . Cambridge, MA: Harvard University Press. 1997. ISBN 0-674-44579-1. OCLC 37418262.
- (2001). Sex Equality. University Casebook Series. New York: Foundation Press.
- (2004) with Reva Siegel (eds.). Directions in Sexual Harassment Law. New Haven, CT: Yale University Press.
- (2005). . Cambridge, MA: Harvard University Press. 2005. ISBN 0-674-01540-1. OCLC 55494875.
- (2005). Legal Feminism in Theory and Practice. Resling.
- (2006). . Cambridge, MA: Harvard University Press. 2006. ISBN 0-674-02187-8. OCLC 62085505.*
- (2007). Sex Equality (2nd edition). University Casebook Series. New York: Foundation Press.
- (2014). Traite, Prostitution, Inégalité. Mount Royal, Que: Editions M.
- (2015). Sex Equality Controversies: The Formosa Lectures. Taipei: National Taiwan University Press.
- (2016). Sex Equality (3rd edition). University Casebook Series. St. Paul, MN: Foundation Press.
- (2017). Butterfly Politics. Cambridge, MA: Harvard University Press.
- (2018). Gender in Constitutional Law. Cheltenham: Edward Elgar Publishing.
- (2022). Women's Lives in Men's Courts: Briefs for Change. Northport, NY: Twelve Tables Press (forthcoming).